# 鶴彬
鶴 彬（つる あきら、1909年1月1日（戸籍上、実際には前年12月といわれている） - 1938年9月14日）は、日本のプロレタリア文学の影響を強く受けた反戦川柳作家。石川県河北郡高松町（現かほく市）生まれ。本名、喜多 一二（きた かつじ）。佐高信は鶴を「『川柳界の小林多喜二』と言われた」と自著で紹介している。

## 来歴
1909年1月1日、石川県河北郡高松町に、竹細工職人の喜多松太郎とスズの次男として生まれた。翌年に叔父の喜多弁太郎の養子となり、1915年尋常小学校に入学し、1923年には高等小学校を卒業する。その間、9才の時に父が死に、母が再婚して兄弟姉妹6人は離別する。小学校在籍中から、『北国新聞』の子ども欄に短歌・俳句を投稿し、1924年にはペンネーム「喜多一児」で「北国歌壇」（『北国新聞』）に作品を発表する。1925年から川柳誌『影像』 にデビューを契機に、多様な川柳誌に作品を寄せるようになり、1927年には井上剣花坊の家に寄ったり、初の川柳の評論「僕らはなにをなすべきや」を『川柳人』に発表するなど、社会意識に芽生え始める。1930年1月に金沢第7連隊に入営するが、3月1日（旧陸軍記念日）連隊長の訓辞に疑問を抱いて質問した事件により重営倉に入れられ、1931年には金沢第7連隊に『無産青年』を勧めたりしたいわゆる「赤化」事件により軍法会議にかけられ、刑期1年8ヶ月の収監生活を余儀なくされる。
1933年に4年間の在営を終えて除隊後、積極的に執筆活動を行う。10月頃、井上信子推薦で東京深川木材通信社に就職する。次第に反戦意識を高めていた鶴は思想犯とみなされ、1937年12月3日に治安維持法違反の嫌疑で特別高等警察に検挙され、東京都中野区野方署に留置された。しかし、度重なる拷問や留置場での赤痢によって、1938年9月14日に29歳で世を去った。佐高信はその死の唐突さから、官憲による赤痢菌注射説が噂されたと指摘しているが、具体的な出典は述べられていない。後年、評伝『反戦川柳人 鶴彬の獄死』（集英社新書、2023年）を著した。
1972年（昭和47年）9月、郷里高松町に句碑が建立。それにあたっては同級生の自民党代議士・小川半次など保守政治家の尽力があったという。

## 著書
- 木村哲也編『現代仮名遣い版　鶴彬全川柳　手と足をもいだ丸太にしてかえし』（邑書林 2007年）
- 一叩人編『鶴彬全集』（たいまつ社 1977年、増補改訂版1998年）復刻責任者＝澤地久枝
- 一叩人編『反戦川柳人・鶴彬―作品と時代』（たいまつ社 1978年）
- 岡田一杜編『鶴彬句集』和川柳社 1987年
- 『鶴彬の川柳と叫び』尾藤一泉編 新葉館ブックス 2009年
- 『松倉米吉・富田木歩・鶴彬』小沢信男編 EDI叢書 2002年

一叩人編『鶴彬全集』（たいまつ社、1977年）と澤地久枝『鶴彬全集』（1988年、自費出版）との間の増補改変は甚だしいと指摘される。

## 映画
- 「鶴彬－こころの軌跡」（神山征二郎監督、2009年）、ドキュメンタリードラマ